# Gazipaşa
Gazipaşa est une ville et un district de la province d'Antalya dans la région méditerranéenne en Turquie.

## Histoire
La cité grecque de Selinus est fondée en -628 sur les berges du Kestros (aujourd'hui le Hacımusa). Passée en -197 sous la domination romaine, l'empereur Trajan y meurt lors d'un voyage en 117. Son corps est ramené à Rome par son successeur Hadrien et la ville renommée un temps Trajanopolis.
En 1225, elle est conquise par les seldjoukides de Kay Qubadh Ier et appelée Selinti. Contrôlée ensuite par les Karamanides, elle est conquise par le général ottoman Gedik Ahmed Pacha en 1472.
Atatürk lui donne en 1923 le nom de Gazipaşa (formé des titres paşa « pacha » et gazi « victorieux », deux de ses titres) en récompense de son rôle pendant la guerre d'indépendance turque.